# Kouki
Pour les articles homonymes, voir Kouki (homonymie).
Kouki est une localité de la commune de Nana-Bakassa dans la préfecture de l’Ouham en République centrafricaine. Le groupement de villages situé à 20 km au nord de Nana-Bakassa est constitué des deux villages de Kouki-Centre et Kouki-Mission situés de part et d'autre de la rivière Viba.

## Géographie
La localité est située sur les rives de la rivière Viba (parfois Fiba), affluent de la Nana-Bakassa. Elle est desservie par la piste RR24 au carrefour de  deux axes Nana-Bakassa – Markounda et Kouki – Batangafo.

## Histoire
En 2014, le village est attaqué à 16 reprises par la Seleka et les groupes armés. 

## Société
La localité est le siège d'une paroisse catholique, fondée en 1950 sous le nom de Saint Yves de Kouki, elle a pris aujourd'hui le nom de Saint Laurent de Kouki. Elle dépend du diocèse de Bossangoa.
La localité dispose d'un centre de santé et de deux écoles : École mixte et Sainte Famille.

## Économie
Le village produit principalement du coton, du mil et du sorgho. Il s'y tient un marché hebdomadaire fréquenté par la population des villages voisins.